# Noah Crawford
Noah Caleb Crawford (13 de octubre de 1994) es un actor estadounidense. Es conocido por su trabajo como Nelson Baxter en la serie original de Nickelodeon, How to Rock.

## Vida y carrera
Noah Crawford nació en Oklahoma City, Oklahoma, de Rich y Jennifer Crawford. Su padre tenía un negocio de mascotas y viajaba entre Oklahoma y California. Crawford tiene 3 hermanas más pequeñas, Hannah y Bellah, y una hermana mayor Lindsey que viven en Norman, Oklahoma.
De 2005 a 2009, Crawford apareció como el joven Earl en la sitcom americana My Name is Earl y fue nominado para un Young Artist Awards por su trabajo en esa serie en el año 2007. Poco después, Crawford puso la voz de James Rogers (hijo del Capitán América y The Black Widow) en la película direct-to-DVD Next Avengers: Heroes of Tomorrow. Además, fue invitado en la serie de televisión de Disney XD, Par de Reyes y en la serie de Nickelodeon, True Jackson, VP. En 2012, Crawford hizo el papel coprotagonista de Nelson Baxter en la serie de Nickelodeon, How to Rock, que fue producida durante una temporada.
En 2013, Noah protagonizó la película original de Nickelodeon llamada Swindle (película de televisión)  con Jennette McCurdy, Ariana Grande, Ciara Bravo, Noah Munck, Chris O'Neal entre otros. Se estrenó en septiembre de 2013.

## Trayectoria

### Televisión
| Año       | Serie                             | Rol            | Notas                                                         |
| --------- | --------------------------------- | -------------- | ------------------------------------------------------------- |
| 2005—2009 | My Name Is Earl                   | Joven Earl     | Papel principal, 21 episodios serie de TV                     |
| 2006      | Abe & Bruno                       | Shawn          | Personaje principal, película                                 |
| 2008      | Happy Holidays                    | Joven Kirby    | Escenas eliminadas, película                                  |
| 2008      | Next Avengers: Heroes of Tomorrow | James Rogers   | Papel principal, Voz                                          |
| 2010      | Pair of Kings                     | No-Beard       | Estrella invitada 1 episodio, serie de TV Disney XD           |
| 2011      | True Jackson, VP                  | Stan           | Estrella invitada 1 episodio, serie de TV Nickelodeon         |
| 2012      | How to Rock                       | Nelson Baxter  | Coprotagonista, serie de TV Nickelodeon                       |
| 2012      | Figure It Out                     | Él mismo       | Panelista Recurrente, 7 episodios, programa de TV Nickelodeon |
| 2013      | Tienes que ver esto               | Él mismo       | Presentador Junto a Chris O'Neal, programa de TV Nickelodeon  |
| 2013      | Ironside                          | Eric Campbell  | Estrella invitada 1 episodio, serie de TV                     |
| 2013      | Swindle                           | Griffin        | Protagonista, película de TV Nickelodeon                      |
| 2014      | Major Crimes                      | Connor Price   | Estrella invitada 1 episodio, serie de TV                     |
| 2016      | Criminal Minds                    | Matt Francks   | Estrella invitada 1 episodio, serie de TV                     |
| 2016      | Rizzoli & Isles                   | Nicky Bartulis | Episodio: "East Meets West"                                   |
| 2016      | The Real O'Neals                  | Drew           | Episodio: "The Real Retreat"                                  |
| 2019      | Bizaardvark                       | Ernie          | Episodio: "Bernie's Cousin Ernie"                             |

### Películas
| Año  | Película             | Rol               | Notas                                    |
| ---- | -------------------- | ----------------- | ---------------------------------------- |
| 2009 | Land of the Lost     | Chico adolescente | Aparición especial, película             |
| 2010 | The Killer Inside Me | Mike              | Papel Secundario, película               |
| 2010 | Trust                | Tyler             | Personaje principal, película            |
| 2013 | Swindle              | Griffin Bing      | Protagonista, película de TV Nickelodeon |

## Premios y nominaciones
| Año  | Premiación         | Categoría             | Trabajo         | Resultado |
| ---- | ------------------ | --------------------- | --------------- | --------- |
| 2007 | Young Artist Award | Recurring Young Actor | My Name Is Earl | Nominado  |